# Abacı
Abacı ist ein türkischer Familienname. Außerhalb des türkischen Sprachraums kann auch die nicht-türkische Schreibweise Abaci vorkommen.

## Herkunft und Bedeutung
Abacı ist ein Berufsname für einen Textilhersteller oder -verkäufer, abgeleitet von aba für „Filz“.

## Namensträger
- Kazım Abacı (* 1965), türkisch-deutscher Politiker (SPD), MdHB
- Muazzez Abacı (* 1947), türkische Sängerin klassischer türkischer Musik
- Onur Abaci (* 1982), türkisch-österreichischer Opern- und Konzertsänger